# Прірва (річка)
Прірва — річка в Україні у Миколаївському районі Львівської області. Ліва притока річки Щирець (басейн Дністра).

## Опис
Довжина річки приблизно 6,14 км, найкоротша відстань між витоком і гирлом — 5,7  км, коефіцієнт звивистості річки — 1,06 . Формується декількома струмками та загатами.

## Розташування
Бере початок на північно-західній околиці села Добряни. Тече переважно на північний захід через південну околицю села Тернопілля і на південно-східній околиці селища Щирець впадає у річку Щирець, ліву притоку Дністра.

## Цікаві факти
- Від гирла річки на північно-західній стороні на відстані приблизно 1 км у селищі Щирець пролягає автошлях Т 1416[2] ().